# Pallacanestro Piacentina
O Pallacanestro Piacentina S.D.R.L., conhecido também como Bakery Basket por motivos de patrocinadores, é um clube de basquetebol baseado em Placência, Itália que atualmente disputa a Série A2. Manda seus jogos no PalaFranzanti com capacidade para 2.013 espectadores.

## Histórico de Temporadas
| Temporada | Nível | Liga     | Pos. | J     | PL  | Resultado              |
| --------- | ----- | -------- | ---- | ----- | --- | ---------------------- |
| 2012-13   | 4     | DNB      | 11   | 13-17 |     |                        |
| 2013-14   | 4     | DNB      | 3    | 20-10 | 5-4 | FinalistaPlayoff A     |
| 2014-15   | 2     | Serie A2 | 16   | 6-24  |     | Rebaixado              |
| 2015-16   | 3     | Serie B  | 1    | 25-5  | 3-3 | SemifinalistaPlayoff 2 |
| 2016-17   | 3     | Serie B  | 3    | 22-8  | 4-3 | SemifinalistaPlayoff 2 |
| 2017-18   | 3     | Serie B  | 2    | 21-9  | 8-3 | Promovido              |
| 2018-19   | 2     | Serie A2 | 14   | 9-21  |     | Rebaixado              |
| 2019-20   | 3     | Serie B  |      |       |     |                        |
| 2020-21   | 3     | Serie A2 | 1    | 19-3  | 9-2 | Promovido              |

fonte:eurobasket.com